# Động đất Avezzano năm 1915
Động đất Avezzano năm 1915 xảy ra vào ngày 13 tháng một ở miền trung Italy tại 07:52:42 giờ địa phương. Địa chấn có cường độ 6,7 và thang cường độ Mercalli tối đa XI (Extreme). Tâm chấn nằm ở thị trấn Avezzano (mà đã bị phá hủy) ở tỉnh L'Aquila. Khoảng 30.000 trường hợp tử vong trực tiếp và tổng thiệt hại lên đên 60 triệu USD do trận động đất.

## Lịch sử
Miền Trung và miền Nam nước Ý nói riêng đã vùng động đất trong hơn 300 năm, với các trận động đất đẫm máu nhất có niên đại ít nhất là Sicily trận động đất năm 1693. những địa chấn mạnh các năm 1693, 1783, và 1908 cũng như năm 1915 đã giết chết hơn 30.000 người mỗi trận.

## Thiệt hại và thương vong

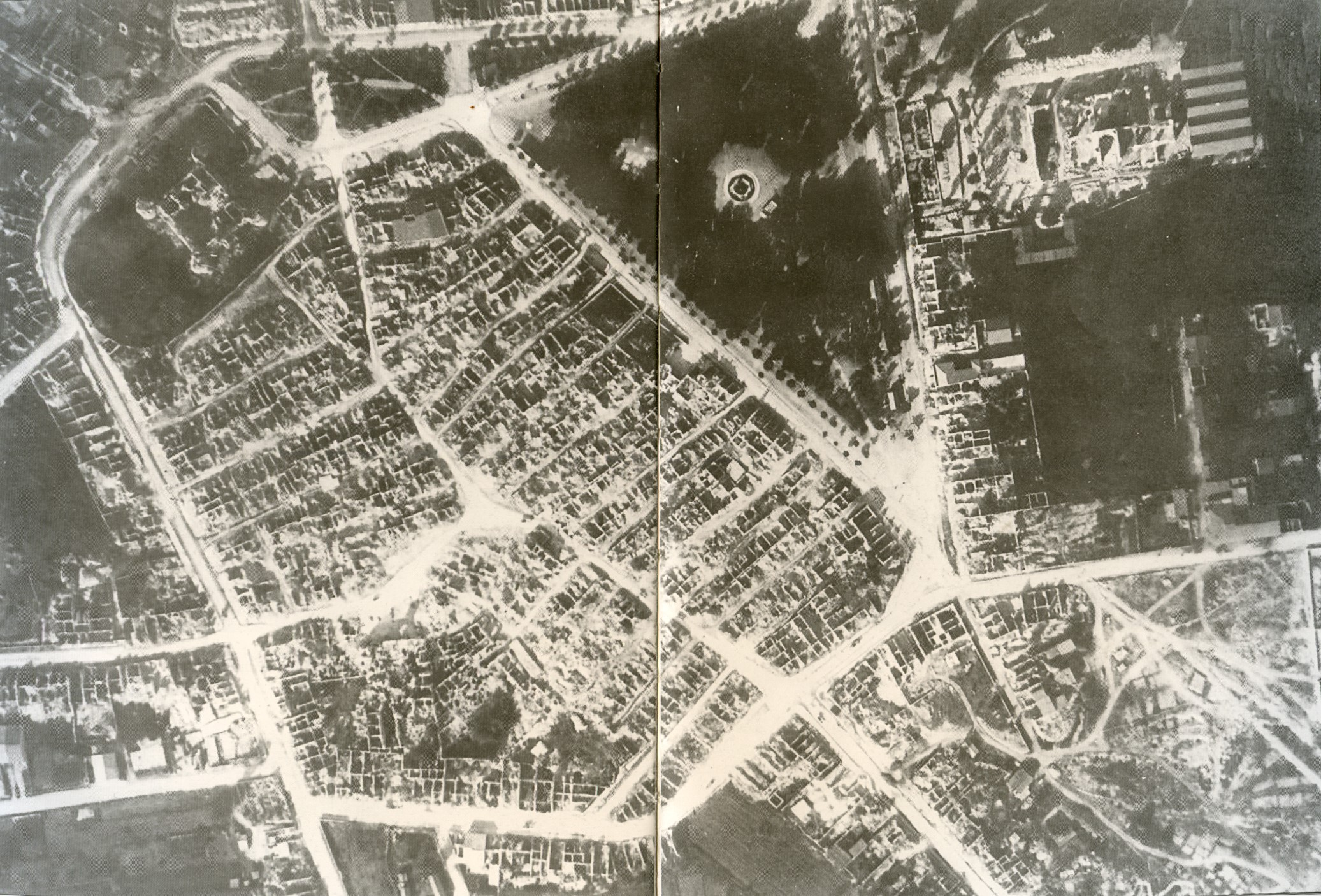
Hình ảnh thị trấn Avezzano nhìn từ trên cao sau trận động đất

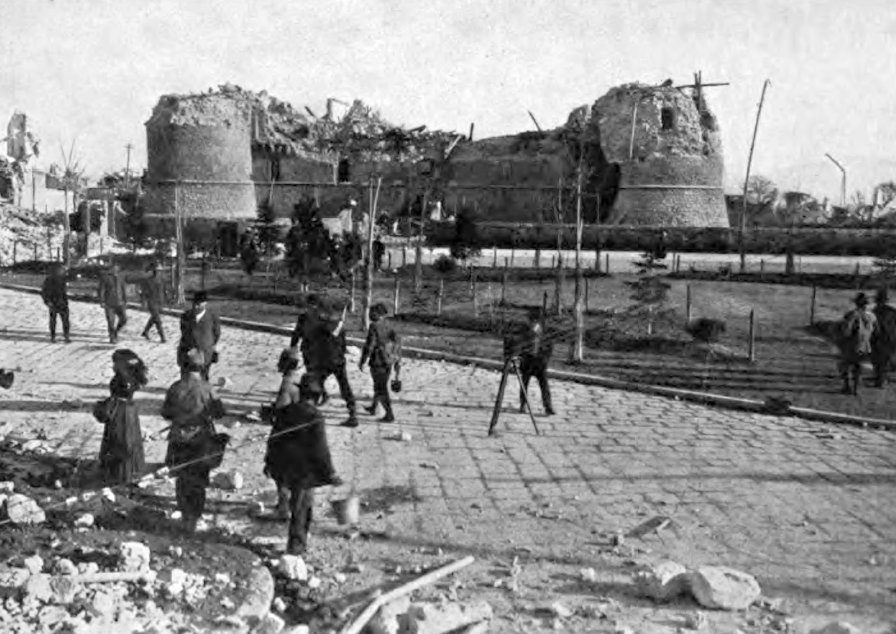
Phế tích lâu đài Orsini, Avezzano

Trận động đất xảy ra vào khoảng 8:00 giờ ảnh hưởng đến hàng ngàn địa phương của người dân khắp miền trung và miền nam Italia; lắc thậm chí còn cảm thấy ở Rome. Thị trấn Avezzano bị san phẳng hoàn toàn và chỉ có một tầng cao xây dựng còn sót lại. Chín mươi sáu phần trăm dân số của nó đã bị loại bỏ gần như đồng thời, khu vực tai nạn tồi tệ nhất. Một số khu định cư khác đã bị phá hủy tồi tệ do trận động đất. Sự tổn thương này là do chiều dài của địa chấn, kéo dài hơn 1 phút, và lượng năng lượng khổng lồ nó tạo ra. Chuyển động phức hợp của các phay cũng là một đóng góp có khả năng tàn phá của trận động đất. Cấu trúc của nhà ở cũng góp phần vào sự sụp đổ; nhiều ngôi nhà đã được xây dựng từ đá đơn giản kích cỡ khác nhau và không được gia cố bằng vữa hoặc thậm chí gỗ.
Thiệt hại của trận động đất đã phân bố khắp miền trung và miền nam Italy. St John's Lateran ghi nhận một bức tượng bị đổ thêm vào vết nứt trong Cột Marcus Aurelius; Roma trải qua tổn hại nhỏ khác. Trong thực tế, thiệt hại từ trận động đất là đa dạng; hoặc vị trí đã bị phá hủy hoặc do tác động ít hoặc không có thiệt hại.
Những người sống sót được lôi ra từ từ từ đống đổ nát của khu vực chịu tác động của trận động đất. Một người đàn ông sống sót trong một nhà kho trong thời hạn 25 ngày sống sót chỉ bằng ngũ cốc và nước. Sau một thời gian ngắn những người tìm kiếm hết không gian để vứt bỏ các mảnh vụn do lúc đó các khối đổi nát áp đảo, buộc các công nhân phải bỏ cuộc. Như E.V. Robinson sau mô tả, còn lại "công việc khai quật dường như theo hướng không có hệ thống và nửa vời."